# Stelios Petrakis
Stelios Petrakis (griechisch Στέλιος Πετράκης, * 1975 in Athen) ist ein griechischer Lyraspieler und Instrumentenbauer.
Petrakis wuchs in Sitia auf Kreta auf und hatte von 1983 bis 1993 unter der Leitung von Kostas Mountakis Lyraunterricht bei Yannis Dandalos, Ross Daly und Helen Dettrakis. Ab 1993 setzte er seine Lyraausbildung in Athen bei Ross Daly fort und studierte musikalische Traditionen der Region (anatolische und griechische Volksmusik, byzantinische Musik) und traditionelle Instrumente (Saz, Laouto). Bei den Labyrinth Musical Workshops besuchte er Seminare für Saz bei Talip Ozkan und eine Reihe von Seminaren über traditionelle Musik und Instrumente des Orient.
Als festes Mitglied von Ross Dalys Gruppe Labyrinth hatte Petrakis Auftritte in vielen namhaften Konzerthäusern Europas mit Musikern wie dem Trio Chemirani, der Gruppe Huun-Huur-Tu, Necati Çelik, Hossein Arman, Khaled Arman, Sokratis Sinopoulos, Rufus Capadoccia, Linsey Pollak, Tunji Beier, Hammid Khabazzi und Pedram Khavar Zamini. Weiterhin arbeitete er u. a. mit den Weltmusikern Bijan Chemirani, Patrick Vaillant und Kristi Stasinopoulou, den kretischen Musikern George Xylouris, Vasilis Stavrakakis, Zacharias Spyridakis, Michaelis und Mitsos Stavrakakis sowie anderen griechischen Musikern und Komponisten wie Christos Leondis, Stamatis Spanoudakis, Achilleas Persidis und George Makris zusammen.
Mit Thanassis Mavrokostas, Andonis und Giorgos Stavrakakis bildet Petrakis das Stelios Petrakis Quartet (Cretan Quartet), mit dem er bei Festivals in Indien, Malaysia, den USA, Marokko, der Schweiz, Frankreich und Belgien auftrat. Als Instrumentenbauer stellt er traditionelle Instrumente wie Lyra, Laouto und Saz her.

## Diskographie
- Oi dikoi mou filoi (mit Giorgis Xylouris, Vasilis Stavrakakis und Bijan Chemirani, 2002)
- Akri tou dounia (2003)
- Kismet (2003)
- Orion (2008)
- If I greet the mountains/Si je salue les montagnes (mit Giorgis Xylouris, 2009)
- Mavra Froudia – Black Eyebrows (mit Efrén López und Bijan Chemirani, 2011)
- L’art de la lyra/The Art of Lyra (2015)
- Live in Heraklion Walls (CD und DVD mit dem Stelios Petrakis Quartet, 2015)

## Weblink
- Homepage von Stelios Petrakis